# Kościół Wniebowzięcia Najświętszej Maryi Panny w Dębach Szlacheckich
Kościół Wniebowzięcia Najświętszej Maryi Panny w Dębach Szlacheckich – rzymskokatolicki kościół parafialny należący do parafii pod tym samym wezwaniem (dekanat sompoleński diecezji włocławskiej).
Świątynia została wzniesiona w 1756 roku. Ufundowana została przez Stanisława Zakrzewskiego podkomorzego inflanckiego. Mocno została zniszczona w latach okupacji hitlerowskiej 1940–1944, użytkowana była jako zakład stolarski. Rozebrano wówczas zakrystię i kruchtę, zdemontowano wyposażenie. Po zakończeniu wojny była restaurowana w latach 1945–1948. Generalny remont został wykonany w latach 1998–2002 (firma Józefa Paczki) i odnowione zostało wnętrze w 2004 roku.
Budowla jest drewniana, jednonawowa, posiada konstrukcję zrębową. Świątynia jest orientowana, wybudowano ją z drewna sosnowego i świerkowego, na planie krzyża. Poprzeczną nawę stanowią dwie kaplice, zamknięte ścianą prostą z kalenicami niższymi od nawy. Prezbiterium jest mniejsze w stosunku do nawy, zamknięte jest ścianą prostą. Od frontu nawy jest umieszczona wysoka kruchta. Świątynię nakrywa dach dwukalenicowy, pokryty gontem z ośmiokątną wieżyczką na sygnaturkę w środkowej części. Jest ona zwieńczona blaszanym dachem hełmowym z latarnią. Wnętrze nakrywa płaski strop obejmujący nawę i prezbiterium. We wnętrzu znajdują się: chór muzyczny, belka tęczowa ozdobiona barokowym krucyfiksem i łacińską inskrypcją, ołtarz główny i dwa ołtarze boczne współczesne w stylu eklektycznym, chrzcielnica wykonana z kamienia.